# کوه‌بن جدید
کوه‌بن جدید، روستایی در دهستان تنبلان بخش کاروان شهرستان زرآباد در استان سیستان و بلوچستان ایران است.

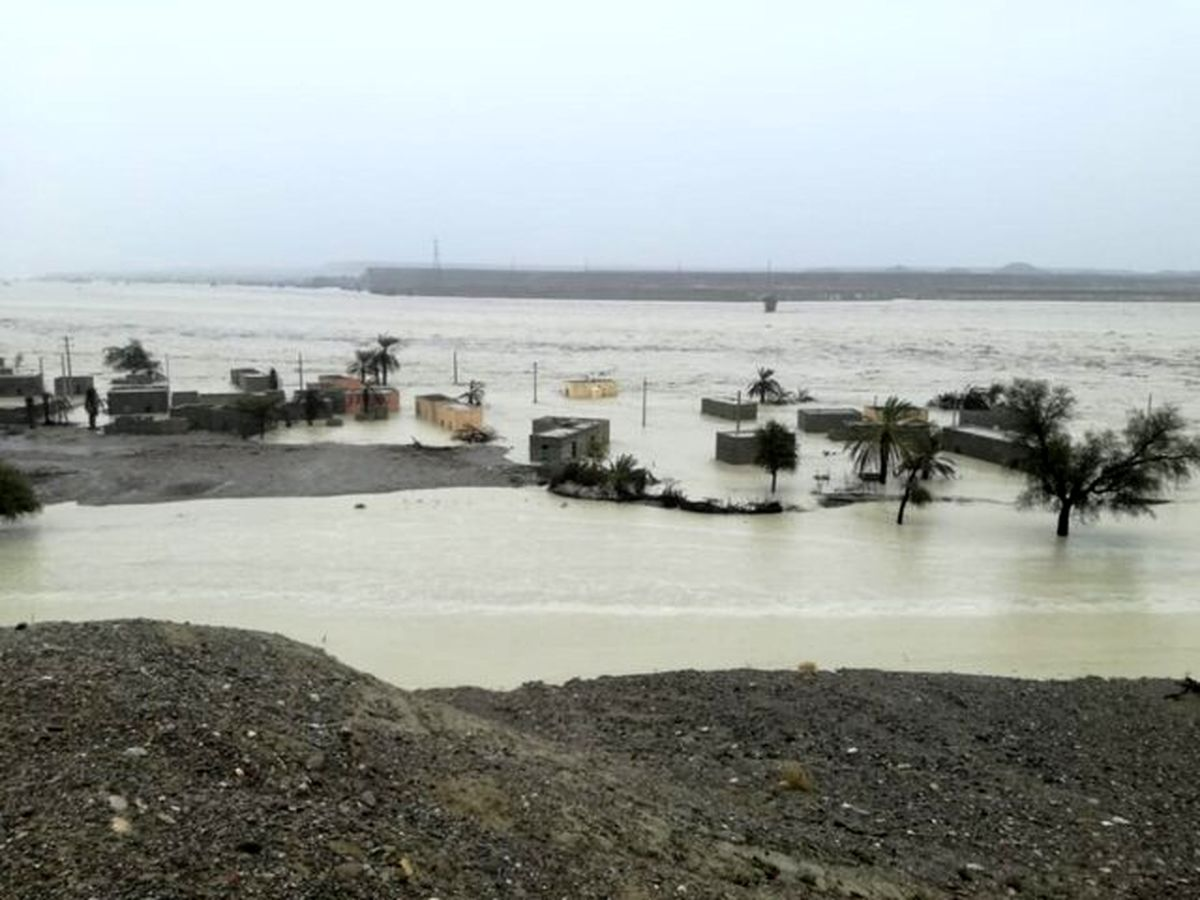
سیل ۹۸ کوه بن قدیم

## جمعیت
بر پایه سرشماری عمومی نفوس و مسکن در سال ۱۳۹۵، جمعیت این روستا برابر با ۹۷ نفر (۲۹ خانوار) بوده‌است.